# 新华路 (武汉市)
新华路是中国湖北省武汉市江汉区的一条街道，南北走向。北起常青三路，南至解放大道。全长5420米，是贯通汉口市区与腹地的主要道路之一，其中从建设大道到银松路一段是江汉区和江岸区的分界路，西侧是江汉区，东侧是江岸区，其余部分则完全处于江汉区内。

## 主要建筑
- 协和医院
- 新华路体育中心
- IFC汉江国际金融中心
- 中国民生银行大厦
- 亢龙太子花园酒店二期